# Usina Hidrelétrica de Corumbá III
A Corumbá III é uma usina hidrelétrica inaugurada em abril de 2009 no rio Corumbá, no município de Luziânia, em Goiás. Seu reservatório ocupa uma área de 77,42 km², e está integralmente no município de Luziânia. A altura máxima da barragem é de 54 m.
Utilizando duas unidades geradoras, a usina é capaz de gerar 93,6 MW de energia. A energia produzida é transmitida até a subestação Mangueiral em São Sebastião, no Distrito Federal, e em seguida, para a subestação Brasília Centro.
O custo total da construção foi de R$ 360 milhões, o que resultou em um custo do KW Instalado de R$ 3846/kW. Dentre os financiadores do empreendimento, destaca-se o BNDES (R$ 150,3 milhões).
A Usina tem a seguinte composição acionária: Grupo Neoenergia (60%), CEB (16%), Celgpar (16%), Strata Construções (3%) e a Energ Power (5%).